# Cryptolarella abyssicola
Cryptolarella abyssicola is een hydroïdpoliep uit de familie Lafoeidae. De poliep komt uit het geslacht Cryptolarella. Cryptolarella abyssicola werd in 1888 voor het eerst wetenschappelijk beschreven door Allman. 